# Technoblade
Alexander, mer känd som Technoblade, född 1 juni 1999, död i juni 2022, var en amerikansk youtubare. Han var mest känd för sina Minecraft-videor och livestreams, samt sin medverkan i Dream SMP. I juli 2022 hade YouTube-kanalen Technoblade uppnått 11 miljoner prenumeranter. Senare samma vecka uppnådde kanalen 12 miljoner.
Technoblade dog av metastaserad cancer, 23 år gammal.